# Olas
Olas è un duo musicale lettone formatosi nel 2014. È costituito dai rapper Arvis Reiks e Žanis Pavlovskis.

## Storia del gruppo
Il duo si è fatto conoscere per il contenuto umoristico e ha pubblicato il primo album in studio Ir klāt nell'aprile 2017, promosso dal "Vai tu esi gatavs?" tūre.
Il secondo disco Svarīgākais notikums Latvijas pop-hiphopā, messo in commercio sei anni dopo, ha esordito al 2º posto della Latvijas straumētāko albumu ed è stato anch'esso trainato da una tournée a livello nazionale. Esso contiene il successo primaverile Dzīvot kaifs, fermatosi sul podio della hit parade lettone e certificato oro dalla Latvijas Izpildītāju un producentu apvienība per le oltre 20 000 unità.
Nel marzo 2024 è stato diffuso Nārnija, tormentone estivo interpretato assieme a Esmeralda e prodotto da Heywhosthatkid; il brano, infatti, ha segnato la loro prima numero uno nella Latvijas straumētāko singlu, è stato riconosciuto col premio Gamma alla canzone più riprodotta dell'anno e ha ricevuto la certificazione di platino dalla LaIPA per le 40 000 copie equivalenti. Anche Saule aust, in collaborazione con Esmeralda e MarkMate, ha riscosso popolarità, facendo l'entrata al 2º posto in classifica.

## Formazione
- Arvis Reiks – voce
- Žanis Pavlovskis – voce

## Discografia

### Album in studio
- 2017 – Ir klāt
- 2023 – Svarīgākais notikums Latvijas pop-hiphopā

### Singoli
- 2015 – Zemgus Girgensons
- 2015 – Dzīvoju pie mammas
- 2015 – #Prezidents (feat. Renārs Zeltiņš)
- 2015 – Priekšnieku nav (feat. Mazais Zaļais & Pēteris Upelnieks)
- 2015 – #SargiSavuSievu
- 2015 – #Nomaksāt
- 2016 – Keep Calm like Kristaps Porzingis
- 2016 – Kupidons (feat. Renārs Zeltiņš)
- 2016 – Tikai kartē
- 2017 – Policists (con Nikolajs Puzikovs)
- 2018 – Puika vai meita
- 2018 – Vairāk Saules
- 2020 – Beidzās nauda
- 2020 – Glāsti
- 2021 – Kariņ
- 2021 – Priekšnieku nav 2.0 (feat. Mazais Zaļais)
- 2023 – Dzīvot kaifs (feat. Misters Krūmiņš & Heywhosthatkid)
- 2023 – Pacani kazas
- 2023 – Sit pa kasti
- 2023 – Galvā vējš (feat. Loreta Reide)
- 2023 – LV
- 2023 – Pilsēta (feat. Esmeralda & Mauriks)
- 2024 – Nārnija (con Esmeralda feat. Heywhosthatkid)
- 2024 – Saule aust (con Esmeralda e MarkMate)
- 2024 – Ārpus zonas (Ceļā uz Paradīzi) (con Jtjtjtjt e Heywhosthatkid)
- 2025 – Viss, ko gribu (con Justs, Emilija Loze e Heywhosthatkid)